# Czajki (województwo podlaskie)
Czajki – wieś w Polsce położona w województwie podlaskim, w powiecie wysokomazowieckim, w gminie Sokoły.
W latach 1975–1998 miejscowość administracyjnie należała do województwa łomżyńskiego.
| SIMC    | Nazwa         | Rodzaj    |
| ------- | ------------- | --------- |
| 0405659 | Pod Kierzkami | część wsi |

Wierni kościoła rzymskokatolickiego należą do parafii św. Stanisława Biskupa i Męczennika w Kobylinie-Borzymach.

## Historia
W I Rzeczypospolitej Czajki należały do ziemi bielskiej.
W roku 1827 miejscowość liczyła 18 domów i 114 mieszkańców.
Pod koniec wieku XIX wieś w powiecie mazowieckim, gmina Piszczaty, parafia Kobylin.
W roku 1921 naliczono tu 37 budynków z przeznaczeniem mieszkalnym oraz 196 mieszkańców (95 mężczyzn i 101 kobiet). Wszyscy podali narodowość polską i wyznanie rzymskokatolickie.